# Shepherd Moons
Shepherd Moons — альбом ирландской певицы Энии, выпущенный в 1991 году. Получил награду Грэмми в номинации «Лучший нью-эйдж альбом» в 1993 году. Он достигал позиции № 1 в чартах Великобритании и позиции № 17 в чарте Billboard 200.

## Список композиций
1. Shepherd Moons — 3:42
2. Caribbean Blue — 3:58
3. How Can I Keep from Singing? — 4:23
4. Ebudæ — 1:54
5. Angeles — 3:57
6. No Holly for Miss Quinn — 2:40
7. Book of Days — 2:32[1]
8. Evacuee — 3:50
9. Lothlórien — 2:08
10. Marble Halls — 3:53
11. Afer Ventus — 4:05
12. Smaointe… — 6:07

## Синглы
- Book of Days, дополнительные дорожки: «Watermark», «On Your Shore» и «Exile».
- Caribbean Blue, дополнительные дорожки: «Orinoco Flow», «As Baile», «Angeles» и «Oriel Window».
- How Can I Keep From Singing?, дополнительные дорожки: «Oíche Chiún» и «'S Fagaim Mo Bhaile».

## Участники записи
- Эния — ударные, клавишные, вокал
- Энди Дункан — перкуссия, ударные
- Рой Джевит — кларнет
- Лайам О’Флин — ирландская волынка
- Ники Райан — дополнительный вокал и перкуссия
- Стив Сидвел — корнет

Производство
- Продюсер: Ники Райан
- Исполнительный продюсер: Роб Диккенс
- Инженеры: Грег Джекман, Ники Райан
- Ассистент инженера: Робин Барклай
- Сведение: Грег Джекман, Ники Райан
- Аранжировка: Эния, Ники Райан
- Фотографии: Дэвид Штейман
- Костюмы: The New Renaissance

## Позиции в чартах
| Год  | Чарт                                  | Позиция |
| ---- | ------------------------------------- | ------- |
| 1991 | The Billboard 200 (США)               | 17      |
| 1991 | Top New Age Albums (США)              | 1       |
| 1991 | Official Album Chart (Великобритания) | 1       |

| Год  | Сингл                        | Чарт                                    | Позиция |
| ---- | ---------------------------- | --------------------------------------- | ------- |
| 1991 | Caribbean Blue               | Modern Rock Tracks (США)                | 3       |
| 1992 | Caribbean Blue               | Adult Contemporary (США)                | 29      |
| 1992 | Caribbean Blue               | The Billboard Hot 100 (США)             | 79      |
| 1991 | Caribbean Blue               | Official Singles Chart (Великобритания) | 13      |
| 1991 | How Can I Keep From Singing? | Official Singles Chart (Великобритания) | 32      |
| 1992 | Book of Days                 | Official Singles Chart (Великобритания) | 10      |

## Награды
| Год  | Победитель     | Номинация              |
| ---- | -------------- | ---------------------- |
| 1993 | Shepherd Moons | Лучший нью-эйдж альбом |